# Ugerløse Kirke
Ugerløse Kirke er en kirke i Ugerløse ca. 15 km. syd for Holbæk i Ugerløse Sogn, Roskilde Stift,
Den nuværende kirke er bygget 1876 og er tegnet af arkitekt N.P.C. Holsøe i italiensk romansk rundbuestil.
Den erstattede en tidligere middelalderkirke, der blev nedrevet året før.
Alterbilledet rejser sig op over alteret og er klart det første man ser, når man træder ind i kirken. Motivet er Den vantro Thomas malet af Carl Bloch i 1881.